# Шолохівська волость
Шолоховська волость — адміністративно-територіальна одиниця Катеринославського повіту Катеринославської губернії.
Станом на 1886 рік — складалася з 1 поселення, 1 сільської громади. Населення 2748 осіб (1401 чоловічої статі та 1347 — жіночої), 520 дворових господарств.
|                  | Площа, десятин | У тому числі орної, десятин |
| ---------------- | -------------- | --------------------------- |
| Сільських громад | 10115          | 6555                        |
| Іншої власності  | 182            | 85                          |
| Загалом          | 10297          | 6640                        |

Поселення волості:
- Шолохове — село при річках Базавлук та Солона в 120 верстах від повітового міста, 2748 осіб, 520 дворів, православна церква, школа, 4 лавки, ярмарок, базари щовівторка.